# 炭酸カリウム
炭酸カリウム（たんさんカリウム、Potassium carbonate）は、組成式K2CO3で表されるカリウムの炭酸塩である。陸上植物の灰に10 - 30%程度含まれる（それに水を加えたものが灰汁と呼ばれる）。炭ボツや真珠灰と呼ばれていた。

## 性質
水に対する溶解度が高く、112g/100g（水、20℃）に達する。これは炭酸ナトリウム(21.5g)と大きく異なる。水溶液はpH11程度のかなり強いアルカリ性を示す。空気中に放置すると、二酸化炭素を吸収して炭酸水素カリウム（重炭酸カリウム）に変化する。

## 用途
工業的にはカリウム塩の中で最も重要な化合物である。化学が成立する以前から、人類は灰を水に溶かして炭酸カリウムを得ていた。1世紀に記述された大プリニウスの『博物誌』には、ガリア人が石鹸を発明し、原料は灰と獣脂であると書かれている。日本ではナトリウムを用いた石鹸が主流だが、ナトリウム石鹸に比べてカリ石鹸は冷水に対する溶解度が大きいため、液体石鹸として生産されている。さらに、ガラスの原料としても欠かせない。ブラウン管用のガラスやクリスタルガラスに用いられる。食品工業では中華そば用のかんすいとして使われている。
助燃触媒として有効であり、木炭の着火性や火縄銃の火縄が立ち消えないことは炭酸カリウムの存在による。木炭を流水中に漬けておくとほとんど火がつかなくなることは古くから知られていたが、それが炭酸カリウムの流出による現象であることは近代になるまで誰も気がつかなかった。
草木灰から得られる炭酸カリウムはpotash（カリウムの英名「ポタシウム」の語源）と呼ばれ、文字通り「壷の灰」として油汚れを落とすアルカリ液に用いられた。これは油脂を鹸化する力が強くオーブンなどの清掃に有効である。余熱のあるうちに雑巾につけた炭酸カリウム濃厚液を塗りつけてこすると非常にきれいになるが、目に入らぬよう注意せねばならない。またゴム手袋の着用も不可欠である。
日本においては、尾澤豊太郞が炭酸カリウムの製造に初めて成功した。

## 工業生産
工業的には塩化カリウムを電気分解して水酸化カリウムを得、これに二酸化炭素を吸収させている。
{\displaystyle {\ce {2KOH\ + CO2 -> K2CO3\ + H2O}}}
工業分野での炭酸カリウムの2004年度日本国内生産量は64,112t（1998年は73,000t）、消費量は318tである。

## 関連地名
- ポターシュニャ（キエフ州、ウクライナ）